# Kroonbelasting
De kroonbelasting (Latijn: aurum coronarium) was een vorm van belasting, die in de Romeinse periode geheven werd op bepaalde gewesten, zoals de provinciën Egypte en Judea. Zij stond in een continu historisch verband met de gewoonte om bij een troonsbestijging aan de heerser een gouden kroon te schenken, maar was tijdens de Romeinse heerschappij onvrijwillig en in feite een tribuut.

## Egypte
In Egypte was de kroonbelasting een wat gewijzigde voortzetting van het doneren van kronen aan de Ptolemeïsche farao's door de bevolking. Er is bewijs voor de betaling van de belasting gedurende de eerste eeuw v. Chr. en de eerste drie eeuwen n. Chr.
Een edict dat aan keizer Severus Alexander (keizerschap tijdens 222-235) toegeschreven wordt spreekt van een opheffing omtrent de kroonbelasting; Alan Bowman bepleitte dat Severus Alexander (door hem "Alexander Severus" genoemd) niet de gehele belasting ophief, maar slechts de irreguliere hogere sommen voorbij liet schieten, terwijl hij de reguliere inning van kleinere bedragen in stand hield.